# Teheran 43
Teheran 43 (Alternativtitel: Killer sind immer unterwegs) ist ein Spielfilm, der 1980 in Koproduktion der UdSSR, Frankreichs und der Schweiz entstand. Seine Uraufführung feierte er im Juli 1981 in Moskau. Neben den sowjetischen Hauptdarstellern Natalja Belochwostikowa und Igor Kostolewski spielen die internationalen Stars Alain Delon, Claude Jade und Curd Jürgens. Teheran 43 war der erfolgreichste sowjetische Film des Jahres und einer der erfolgreichsten des Jahrzehnts und erhielt mehrere Auszeichnungen. 

## Handlung
1980: Max Richard, ein Auftragsmörder der Nationalsozialisten, der 37 Jahre zuvor Josef Stalin, Winston Churchill und Franklin D. Roosevelt hätte ermorden sollen, hält sich im heutigen Paris versteckt. Auf einer Auktion, bei der sein Anwalt Legraine Max’ Memoiren anbietet, schießt ein Mann auf Max. Doch Max ist schneller und tötet den anderen Auftragsmörder. Mit der Klärung des Falls beschäftigt sich nun Polizeiinspektor Foche, doch Legraine gestattet Foche keinen Kontakt zu seinem Klienten. Die junge Pariserin Françoise, eine Nachbarin, irrt sich eines Tages in der Tür und kommt so in Max’ Appartement. Max will Françoise beeindrucken und zeigt ihr immer wieder die Dokumente des Attentats und alte Filmaufnahmen aus Teheran im Jahre 1943. In Rückblenden schildert er Françoise das Attentat:
1943: Max wird als Bestatter eines zuvor ermordeten Persers nach Teheran gebracht. Sein direkter Auftraggeber Scherner folgt ihm diskret. Max wird von der Dolmetscherin Marie Louni und dem Anwalt des Toten, Gérard Simon, begleitet. Als Simon Verdacht schöpft, wird er von Max liquidiert. Doch Simons Dolmetscherin Marie und der junge Russe Andrei kommen ihm auf die Schliche. Die beiden haben keine Zeit für eine Romanze, vereiteln jedoch das Attentat. Ein weiterer Handlanger Scherners ist ein als Fotograf getarnter Nazi, der den Namen des ermordeten Dennis Pew angenommen hat. Auch er kann verhaftet werden. Andrei, der sich um die Sicherheit der jungen Frau sorgt, schickt die in ihn verliebte Marie zurück nach Frankreich, wo ihre kleine Tochter Nathalie lebt. 
1980: Als Max im heutigen Paris seine Memoiren mit Hilfe des Anwalts Legraine veröffentlichen will, verfolgt Françoise – inzwischen Max’ Geliebte – eigene Ziele. Sie behauptet, für seinen einstigen Auftraggeber Scherner zu arbeiten und Max nur aus Mitleid verschont zu haben. In Paris kreuzen sich auch die Wege von Marie und Andrei, die sich 1943 in Teheran kennenlernten, und von Maries Tochter Nathalie und Polizeiinspektor Foche, der die einstigen Drahtzieher jagt.
Während einer von Scherner initiierten Flugzeugentführung lernt Nathalie auch Andrei kennen. Foche, der Nathalies Mutter beschützen will, wird hinterrücks ermordet. Max bekommt Angst, als auch Marie als einstige Zeugin nach einem kurzen Wiedersehen mit Andrei getötet wird. Danach bringt Françoise ihn in ein neues Versteck. Andrei besucht Nathalie und erfährt von ihr, dass Marie ihn all die Jahre geliebt hätte. Sie hatte ihrer Tochter vom gemeinsamen Schwimmen und einem Ausflug zu den Delfinen erzählt, doch diese Erlebnisse waren nur ihre Träume. In seinem neuen Versteck wird Max von Scherners Männern erschossen. Legraine verhört nun Scherner und Françoise; möglicherweise wird er mit ihnen über das Manuskript verhandeln. Andrei reist zurück nach Moskau.

## Anmerkung
Da die Produktion auf den internationalen Markt ausgerichtet war, wurden für den Film Stars engagiert. Zunächst hatte Robert Redford Interesse bekundet, war zu Drehbeginn dann jedoch verhindert. Die Produzenten engagierten die Französin Claude Jade für die Rolle der zwielichtigen Françoise und ihren Landsmann Alain Delon als idealistischen Inspektor Foche. Curd Jürgens spielte als Max’ geschäftstüchtiger Anwalt Legraine seine letzte Filmrolle. Er starb jedoch vor Fertigstellung der deutschen Filmfassung, so dass seine Rolle für die BRD-Version von Ernst Wilhelm Borchert nachsynchronisiert werden musste.
Die sowjetischen Darsteller Natalja Belochwostikowa (sie spielte gleichzeitig Maries Tochter Nathalie), Igor Kostolewski, Armen Dschigarchanjan und Albert Filosow spielten ihre Rollen auf den Zeitebenen 1943 und 1980.
Mit 47,5 Millionen Zuschauern allein in der Sowjetunion war Teheran 43 der erfolgreichste sowjetische Film des Jahres 1981. Bei der deutschen Erstauswertung in den Kinos der DDR war Teheran 43 der erfolgreichste Film des Jahres 1982.
In der DDR-Version hat der Film eine Laufzeit von 149 Minuten, in der BRD-Version von 94 Minuten.

## Synchronfassung
Für die DEFA-Synchro sprachen Roswitha Hirsch für Natalja Belochwostikowa (Marie/Nathalie), Klaus Nietz für Alain Delon (Foche), Helmut Müller-Lankow für Armen Dschigarchanjan (Max), Hinrich Köhn für Albert Filosow (Scherner) und Helga Sasse für Claude Jade (Françoise). Weitere Sprecher: Hans Oldenbürger, Eberhard Mellies, Wolfgang Dehler, Gerry Wolff und Achim Petry.
Für die gekürzte bundesdeutsche Fassung unter dem Titel Killer sind immer unterwegs sprachen Joachim Kemmer für Kostolewski, Evelyn Maron für Belochwostikowa, Heinz Theo Branding für Armen Dshigarchanjan, Frank Glaubrecht für Alain Delon, Evelyn Gressmann für Claude Jade und Ernst Wilhelm Borchert für Curd Jürgens, der vor der Fertigstellung der bundesdeutschen Fassung starb und sich nicht mehr, wie eigentlich vorgesehen, selbst synchronisieren konnte.

## Kritiken
Der Filmdienst urteilte über die bundesdeutsche gekürzte Version: „Mäßig spannender Polit-Thriller, verwirrend durch ständige Rückblenden und Ortswechsel.“

## Auszeichnungen
Der Film erhielt den Goldpreis beim Internationalen Filmfestival in Moskau.